# Liste der Biografien/Riep
Liste der Biografien |
Portal Biografien |
Personensuche
# |
A |
B |
C |
D |
E |
F |
G |
H |
I |
J |
K |
L |
M |
N |
O |
P |
Q |
R |
S |
T |
U |
V |
W |
X |
Y |
Z |
?
 
Ra |
Rb |
Rd |
Re |
Rh |
Ri |
Rj |
Rk |
Rl |
Rm |
Rn |
Ro |
Rr |
Rs |
Rt |
Ru |
Rv |
Rw |
Rx |
Ry |
Rz
 
Ria |
Rib |
Ric |
Rid |
Rie |
Rif |
Rig |
Rih |
Rii |
Rij |
Rik |
Ril |
Rim |
Rin |
Rio |
Rip |
Riq |
Rir |
Ris |
Rit |
Riu |
Riv |
Riw |
Rix |
Riy |
Riz
 
Rieb |
Riec |
Ried |
Rief |
Rieg |
Rieh |
Riek |
Riel |
Riem |
Rien |
Riep |
Rier |
Ries |
Riet |
Rieu |
Riev |
Riew |
Riex |
Riez
Die Liste der Biografien führt alle Personen auf, die in der deutschsprachigen Wikipedia einen Artikel haben. Dieses ist eine Teilliste mit 47 Einträgen von Personen, deren Namen mit den Buchstaben „Riep“ beginnt.

## Riep
- Riep, Alessandro (* 2003), argentinisch-chilenischer Fußballspieler
- Riep, Rodrigo (* 1976), argentinischer Fußballspieler

### Riepe
- Riepe, Franz (1885–1942), römisch-katholischer Geistlicher, Steyler Missionar und Opfer des Nationalsozialismus
- Riepe, Friedrich (1893–1968), deutscher Ingenieur und Manager der deutschen Stahl- und Maschinenbauindustrie
- Riepe, Max (1886–1968), deutscher Elektrotechniker und Hochschullehrer
- Riepe, Thomas (* 1964), deutscher Hundepsychologe, Tierjournalist und Buchautor
- Riepe, Wilhelm (1874–1955), deutscher Ingenieur, Fabrikant und Politiker
- Riepekohl, Wilhelm (1893–1975), deutscher sozialdemokratischer Journalist
- Riepel, Joseph (1709–1782), österreichisch-deutscher Musiktheoretiker
- Riepel, Werner (1922–2012), deutscher Schauspieler, Sänger (Bass), Hörspiel- und Synchronsprecher
- Riepen, Claus (1803–1878), deutscher Zimmermeister und Politiker
- Riepen, Joachim (* 1941), deutscher Organist
- Riepen, Knud (* 1981), deutscher SchauspielerKnud Riepen (* 1981)

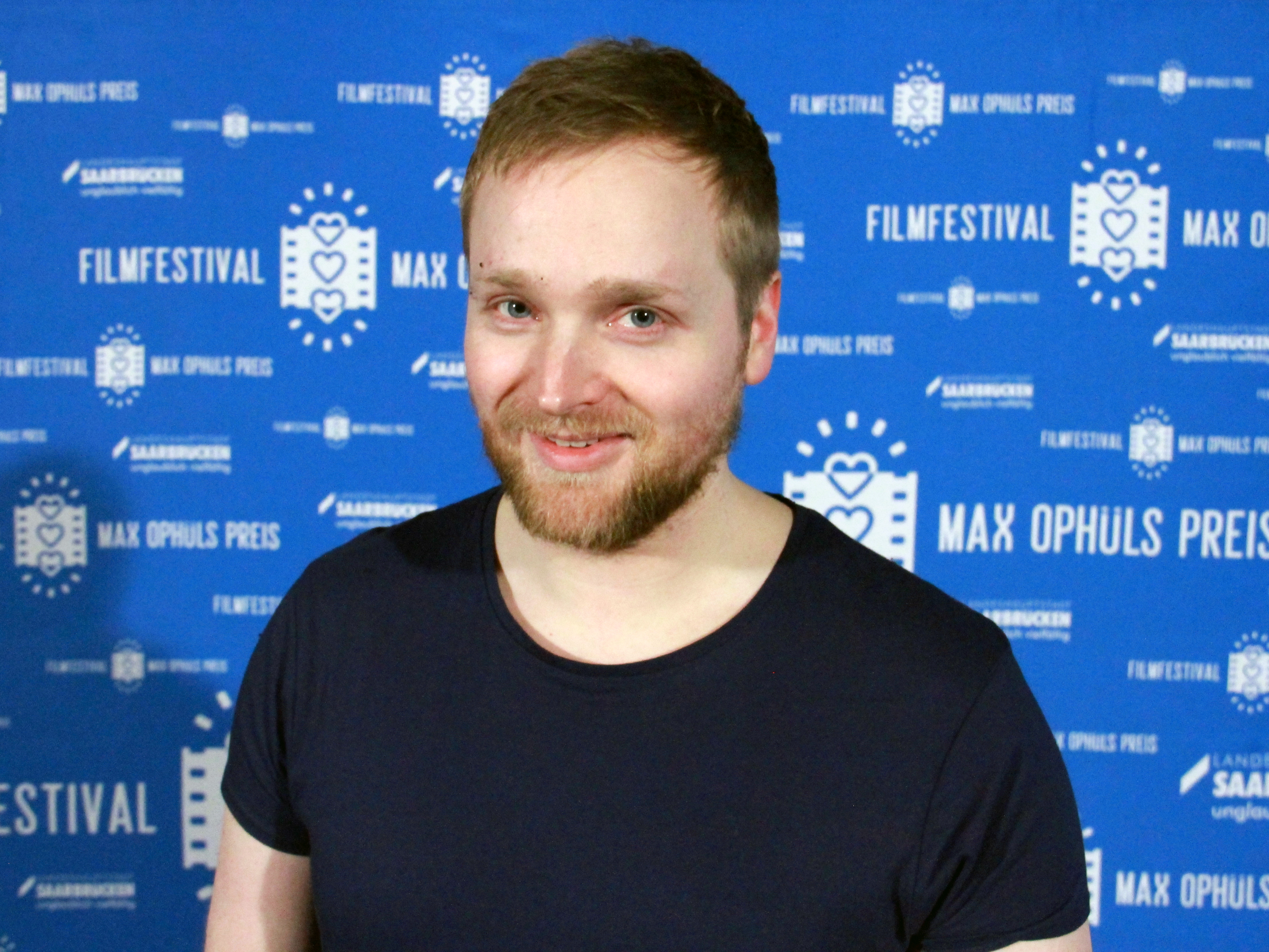
Knud Riepen (* 1981)

- Riepenhausen, Carl Alexander von (1876–1944), deutscher Diplomat und Politiker
- Riepenhausen, Carlheinz (* 1905), deutscher Dramaturg und Hörfunkregisseur
- Riepenhausen, Ernst Ludwig (1762–1840), Kupferstecher
- Riepenhausen, Franz (1786–1831), deutscher Maler und Kupferstecher
- Riepenhausen, Johannes (1787–1860), deutscher Maler und Kupferstecher
- Riepenhausen, Karl von (1852–1929), deutscher Rittergutsbesitzer und Politiker, MdR
- Rieper, August (1865–1940), deutscher Landschafts-, Interieur-, Portrait- und Akt-Maler
- Rieper, Georg (1909–1982), deutscher Kaufmann, Unternehmer, Erfinder des Rollax-Rollos sowie des Glasko-Prinzips
- Rieper, Marc (* 1968), dänischer Fußballspieler, -trainer und -funktionär
- Rieper, Michael (* 1965), österreichischer Architekt und Grafikdesigner
- Rieperdinger, Johann (* 1856), deutscher Architekt
- Riepert, Günter (1952–2009), deutscher Fußballspieler
- Riepert, Peter (1874–1939), deutscher Ingenieur und Ministerialbeamter

### Rieph
- Riephoff, Juan (1922–2019), uruguayischer Fußballspieler

### Riepl
- Riepl, Franz (* 1932), österreichischer Architekt und Universitätsprofessor
- Riepl, Franz (* 1949), österreichischer Politiker (SPÖ), Landtagsabgeordneter, Abgeordneter zum Nationalrat
- Riepl, Franz Xaver (1790–1857), österreichischer Geologe, Eisenbahnfachmann
- Riepl, Hartmut (* 1940), deutscher Politiker (SPD)
- Riepl, Heiner (* 1948), deutscher Maler, Grafiker und Kurator
- Riepl, Josef (1898–1987), deutscher Bauunternehmer
- Riepl, Nicole (* 1977), österreichische Politikerin (SPÖ), Mitglied des Bundesrates
- Riepl, Rainer (* 1946), österreichischer Bildhauer, Maler und Kunsterzieher
- Riepl, Wolfgang (1864–1938), deutscher Journalist
- Riepl-Schmidt, Mascha (* 1942), deutsche Literaturwissenschaftlerin und Autorin zur Frauengeschichte
- Rieple, Max (1902–1981), deutscher Schriftsteller, Lyriker und Übersetzer aus dem Französischen ins Deutsche
- Rieple, Willi (1898–1983), deutscher Pädagoge und Politiker (SPD), MdL

### Riepp
- Riepp, Balthasar (1703–1764), deutscher Barockmaler
- Riepp, Benedicta (1825–1862), deutsche Benediktinerin
- Riepp, Karl Joseph (1710–1775), Orgelbauer
- Rieppel, Anton von (1852–1926), deutscher Maschinenbau-Ingenieur, Brückenbau-Konstrukteur und Industrie-ManagerAnton von Rieppel (1852–1926)

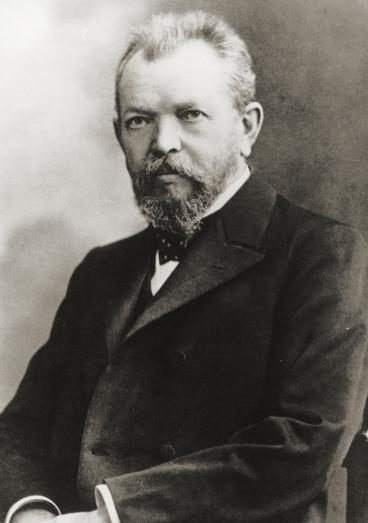
Anton von Rieppel (1852–1926)

- Rieppel, Olivier (* 1951), Schweizer Zoologe und Paläontologe
- Rieppi, Laurent (* 1980), belgischer Rockjournalist

### Rieps
- Riepšas, Jonas Algirdas (1937–2022), litauischer Jurist, Strafrichter
- Riepshoff, Heinz (* 1946), deutscher Denkmalpfleger und Autor